# Rhyparochromus pini
Rhyparochromus pini är en insektsart som först beskrevs av Carl von Linné 1758.  Rhyparochromus pini ingår i släktet Rhyparochromus, och familjen fröskinnbaggar. Arten är reproducerande i Sverige.

## Bildgalleri

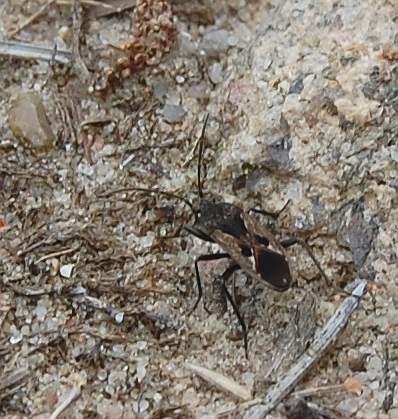